# Johnny Byrne
Pour les articles homonymes, voir Byrne.
Cet article possède un paronyme, voir John Byrne (homonymie).
Pour le scénariste, voir Johnny Byrne (scénariste).
John Joseph Byrne dit Johnny « Budgie » Byrne (né le 13 mai 1939 - mort le 27 octobre 1999) est un footballeur professionnel britannique.

## Biographie
Johnny Byrne commence sa carrière en jouant pour la ville d'Epsom puis à Guildford. À l'âge de dix-sept ans, il signe son premier contrat professionnel et s'engage au Crystal Palace Football Club. Après deux très bonnes premières saisons, Byrne devient rapidement très populaire auprès des supporters de Crystal Palace, qui évolue alors en quatrième division. Durant la saison 1960-1961, Byrne marque trente-et-un buts (plus que son partenaire Roy Summersby qui en inscrit vingt-cinq), et Crystal Palace accède à la troisième division. En novembre 1961, et malgré le fait qu'il n'évolue pas dans les divisions supérieures, Johnny Byrne est sélectionné pour la première fois en équipe d'Angleterre ; il joue l'ensemble du match (1-1 face à l'Irlande du Nord). En 1962, il prend part au British Home Championship.
Par la suite, en 1962, il signe à West Ham. La transaction s'élève à 58 000 livres sterling plus Ron Brett, ancien attaquant de Crystal Palace évalué à 7 000 livres sterling.
La carrière de Byrne s'épanouit : il marque ses deux premiers buts en équipe d'Angleterre lors de la victoire 1-8 face à la Suisse. Il joue avec des joueurs comme Bobby Moore, Geoff Hurst et Martin Peters qui remporteront tous la Coupe du monde 1966. 
Lors de la saison 1963-1964, Johnny Byrne remporte la FA Cup avec West Ham. En mai 1964, il réalise sans doute le plus beau coup de sa carrière en inscrivant un triplé avec l'Angleterre 4-3 face au Portugal d'Eusébio. Toutefois, il n'est pas sélectionné pour la Coupe du monde 1966, qui se déroule en Angleterre et qui est remportée par celle-ci. Byrne marque pour West Ham lors de la finale de la Coupe de la Ligue perdue 5-3 face à West Bromwich Albion. Il quitte finalement West Ham pour retourner à Crystal Palace en 1967.
Un peu moins d'un an plus tard, après n'avoir marqué que cinq buts pour Crystal Palace, il quitte le club ; il aura dépassé les cent buts inscrits pour l'équipe (259 matchs pour 101 buts). Byrne signe alors avec Fulham, un des clubs de Londres. 
Après une année quelque peu transparente, il joue pour le club aujourd'hui disparu de Durban City Football Club en Afrique du Sud aux côtés d'anciens coéquipiers de Fulham tels que Johnny Haynes.
Gestionnaire du club du Hellenic FC du Cap au début des années 1970, Byrne devient gérant du club de Durban mais passe la plupart de sa carrière d'entraîneur au Hellenic FC. Il joue même pour eux lors d'une série de blessures en 1980, en tant que remplaçant de dernière minute dans un match de championnat face au Dynamos Johannesburg juste avant son quarante-et-unième anniversaire. Il a aussi entrainé Cape Town Spurs et les Michau Warriors qui a été son dernier emploi en 1998. Il meurt au Cap le 27 octobre 1999 à l'âge de 60 ans.